# Parler (famiglia)
I Parler sono una famiglia di noti architetti, scultori, mastri carpentieri, originari della città tedesca di Schwäbisch Gmünd, nel Baden-Württemberg.

## Storia

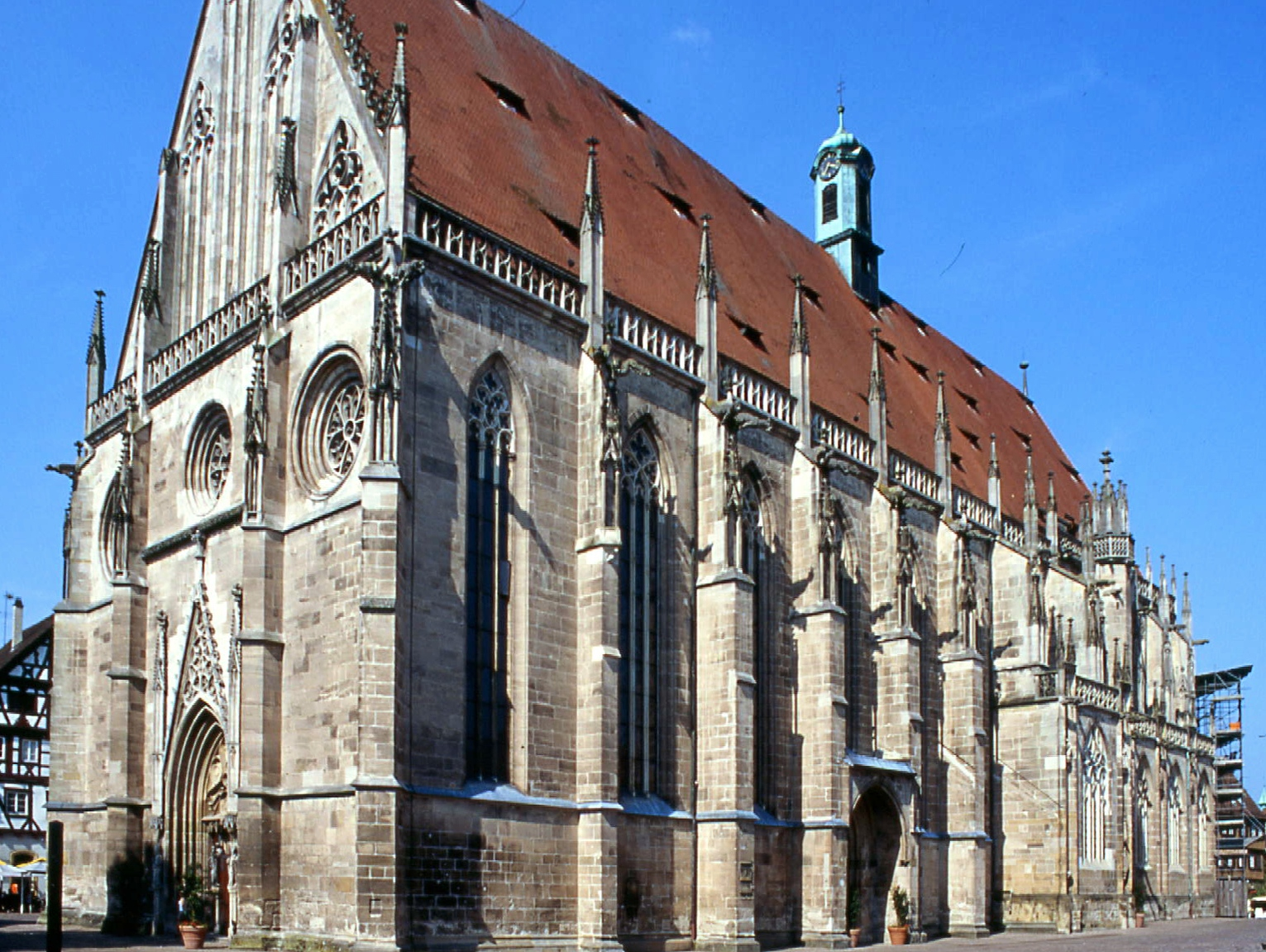
la Cattedrale di Santa Croce a Schwäbisch Gmünd

Autori di grandiose opere dell'architettura gotica nell'Europa centrale, e soprattutto furono attivi in Boemia, dove sono conosciuti sotto la variante ceca di Parléř, il loro nome deriva dal tedesco Parlier, "Capomastro".
I membri della famiglia:
- Heinrich Parler (c. 1300–1387) è il capostipite della famiglia, conosciuto anche come Heinrich von Gmünd der Ältere (Enrico di Gmünd il Vecchio); diresse la costruzione della Cattedrale di Santa Croce a Schwäbisch Gmünd. Fornì il primo progetto della Cattedrale di Ulma e lavorò al Duomo di Colonia, alla Cattedrale di Praga, alla Cattedrale di Strasburgo e al Duomo di Vienna.
  - Johann Parler il Vecchio[1], conosciuto anche come Johannes von Gmünd (c. 1330, probabilmente a Schwäbisch Gmünd, † dopo il 1359), figlio primogenito di Heinrich Parler, architetto tedesco del gotico, che partecipò alle costruzioni delle cattedrali di Basilea e di Friburgo in Brisgovia, dove in quest'ultima edificò la torre, l'unica grande medievale compiuta della Germania.

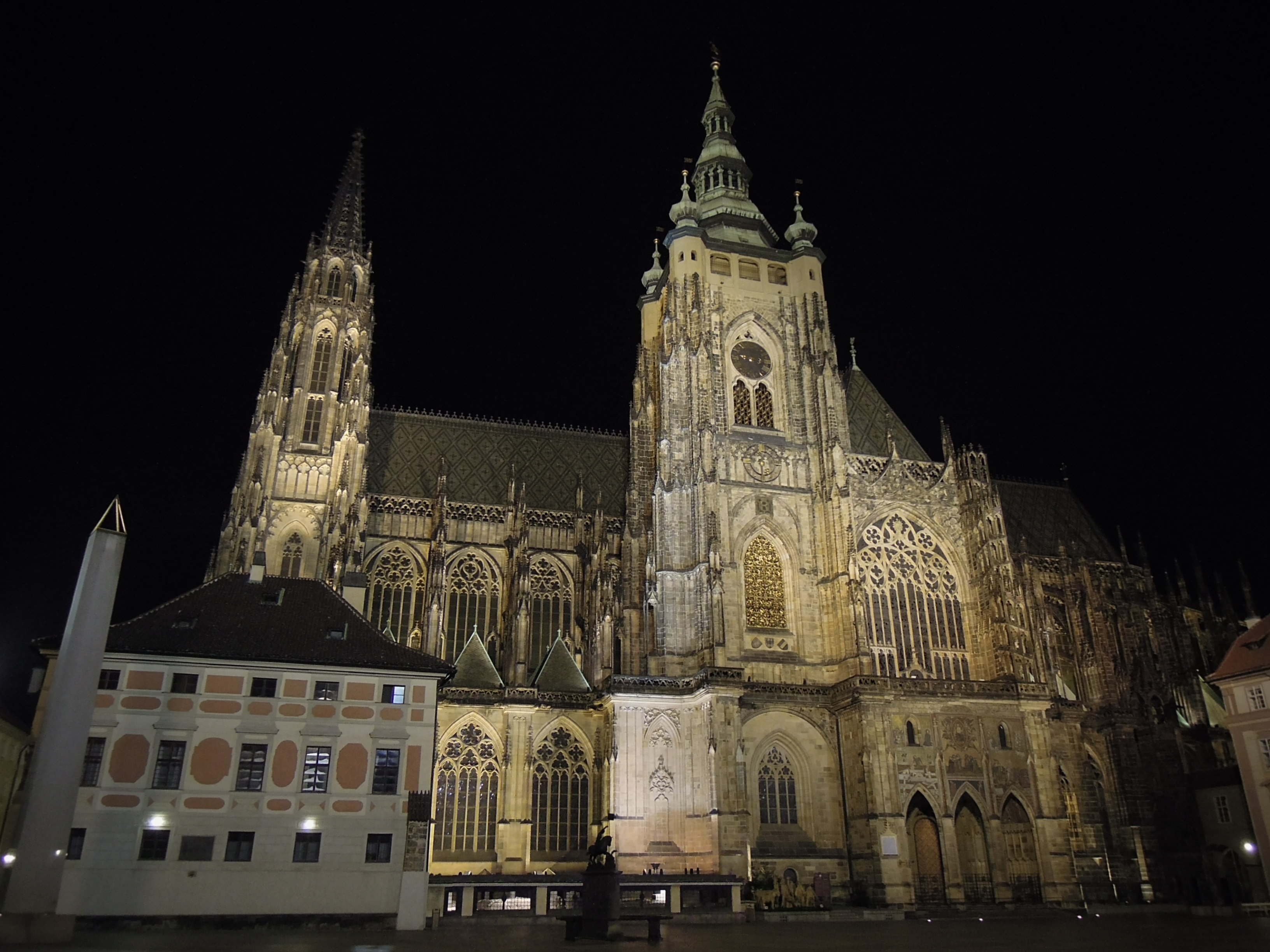
la Cattedrale di San Vito a Praga

- - Michael Parler (1350 - 1387 o 1388), figlio di Heinrich, noto scultore.
  - Peter Parler (c. 1330-99), altro figlio di Heinrich e fratello minore di Michael e Johann. Fu un grande architetto, autore della Cattedrale di San Vito a Praga. Conosciuto anche col toponimo ceco di Petr Parléř.
    - Wenzel Parler (c. 1360-1404), figlio di Peter, lavorò alla Cattedrale di Praga e al Duomo di Vienna. Conosciuto anche col toponimo ceco di Václav Parléř.
    - Johann Parler (c. 1359- 1404/05), fratello minore di Wenzel, conosciuto anche col toponimo ceco di Jan Parléř. Lavorò al cantiere della Cattedrale di Praga, al Ponte Carlo e forní il progetto alla Cattedrale di Santa Barbara di Kutná Hora.